# 7 Horns 7 Eyes
7 Horns 7 Eyes, aussi appelé 7H7E, est un groupe américain de death metal mélodique, originaire de Seattle, à Washington. Le nom du groupe est dérivé de la brebis à sept cornes et sept yeux (Apocalypse 5,6) de l'Apocalypse de Jean. En outre, le groupe a choisi ce nom parce que le chiffre 7 dans la Bible représente la toute-puissance de Dieu.

## Histoire
Le groupe est formé en mars 2006 à partir du groupe lycéen de rock des frères Aaron et Brandon Smith, ainsi que du chanteur Kyle Wood, du guitariste Chris Weiford et du batteur Steven Bye. L'objectif du nouveau groupe, qu'ils baptisent 7 Horns 7 Eyes, était de s'orienter musicalement vers le heavy metal. En été 2007, le groupe sort son premier EP éponyme, 7 Horns 7 Eyes, qu'il distribue lui-même.
Après le départ de Chris Weiford et Steven Bye, le guitariste Sean Alf et le frère de Kyle Wood, le batteur Ryan Wood, ont rejoint le groupe en 2009, après la dissolution de leur groupe Dying to Live. Le groupe joue ensuite dans le cadre de la tournée Stronger than Hell du groupe de metal chrétien Demon Hunter. Il s'ensuit la séparation du chanteur Kyle Wood en 2010, celui-ci voulant se marier et commencer une nouvelle étape de sa vie. Après plus de six mois de recherche d'un nouveau chanteur, le groupe tombe sur JJ Polachek, qu'ils connaissent par le biais d'un forum Internet. Comme les chansons de l'album à venir étaient déjà prêtes, le chant est rénregistré avec la voix de Polachek. Les paroles de trois chansons, qui avaient été écrites par Kyle Wood, sont réécrites car Polachek ne pouvait pas s'identifier à leur contenu.
En mars 2011, le groupe signe un contrat d'enregistrement avec le label de musique allemand Century Media Records, après que le guitariste Jeff Loomis, également originaire de Seattle et ami du groupe, ait fait le lien avec l'entreprise,. Quelques jours plus tard, le groupe annonce que son premier album serait également disponible en Europe, en plus de l'Amérique du Nord, via le label britannique Basick Records. Entre mai et juin, 7 Horns 7 Eyes effectue une tournée avec Stealing Axion. En juillet 2011, le groupe sort le single téléchargeable Convalescence, sur lequel se trouvaient trois chansons de l'album à venir.
Au printemps 2012, le guitariste Sean Alf quitte le groupe, qui est remplacé par le musicien Zack Uidl. Le 23 avril 2012, le premier album Throes of Absolution sort en Europe, et le jour suivant, il était également disponible en Amérique du Nord. L'artwork de l'album est conçu par Travis Smith, qui avait déjà réalisé des pochettes de CD pour Opeth ou Devin Townsend. De plus, tous les instruments, à l'exception de la batterie, sont enregistrés dans le propre studio d'Aaron Smith. Le groupe entame ensuite une tournée en Amérique du Nord avec Chimp Spanner, The Contortionist et Jeff Loomis.

## Style musical
Entre le premier EP et le premier album, un changement de style musical du groupe se fait sentir. Alors que 7 Horns 7 Eyes était marqué par des caractéristiques du heavy metal et du deathcore, Throes of Absolution met en avant des éléments du death metal progressif et mélodique, en plus des caractéristiques de base du death metal technique. Dans une interview, Aaron Smith, membre fondateur et guitariste, explique ce choix par le changement de membres en 2009.
En outre, le groupe ne se définit pas officiellement comme un groupe de metal chrétien. Bien que tous les membres soient des chrétiens pratiquants et que les textes des chansons aient été écrits dans une perspective chrétienne, les membres du groupe ne se considèrent pas comme des transmetteurs de la foi chrétienne avec leur musique, mais simplement comme des musiciens,. De plus, le groupe ne souhaite pas être perçu en premier lieu comme un groupe chrétien, mais l'auditeur doit d'abord s'intéresser au groupe, car le metal chrétien est généralement confronté à des préjugés négatifs.

## Discographie

### Albums studio
- 2012 : Throes of Absolution (Basick Records en Europe, Century Media Records en Amérique du Nord)

### EP
- 2007 : 7 Horns 7 Eyes

### Singles
- 2011 : Convalescence (Basick Records en Europe, Century Media Records en Amérique du Nord)